# Peter Glover
Peter Glover (sinh năm 1936) là một cựu cầu thủ bóng đá người Anh thi đấu ở vị trí right half.

## Sự nghiệp
Sinh ra ở Thackley, Glover thi đấu cho Bradford City từ tháng 11 năm 1957 đến tháng 2 năm 1958, making 1 lần ra sân ở Football League.